# Енер Валенсия
Енер Валенсия (на испански: Enner Remberto Valencia Lastra) (роден на 27 ноември 1988 г.) в Сан Лоренсо, Еквадор) е еквадорски футболист нападател , състезател на бразилския Интернасионал и Националния отбор на Еквадор. Най-добър голмайстор в историята на националния отбор.

## Успехи
Отборни
 Емелек (Гуаякил)
- Шампион (1) – 2013

 УАНЛ Тигрес (Монтерей)
- Шампион (1) – Апертура 2017

Най-добър
- Най-добър футболист в Серия A на Еквадор (1) – 2013
- Най-добър голмайстор в Копа Судамерикана (1) – 2013 (5 гола)
- Най-добър голмайстор в Мексиканския шампионат (1) – Клаусура 2014 (12 гола)
- Член на символичния отбор на Мексиканската лига (1) — Апертура 2017
- Най-добър голмайстор Лигата на шампионите на КОНКАКАФ (1) – 2019 (7 гола)